# Rovni
Rovni (cyr. Ровни) – wieś w Serbii, w okręgu kolubarskim, w mieście Valjevo. W 2011 roku liczyła 135 mieszkańców.